# La muerte y la brújula

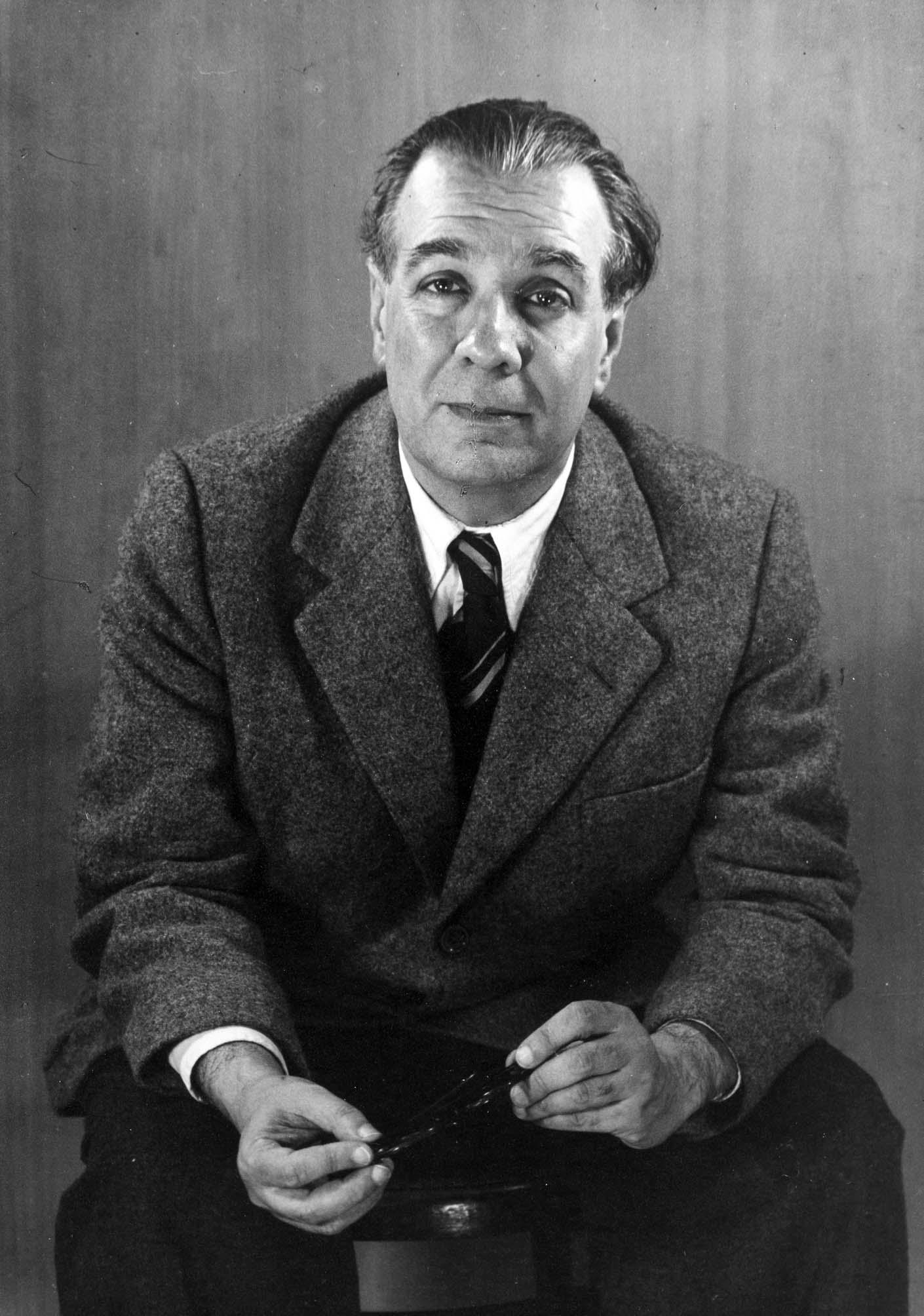
Jorge Luis Borges en 1951.

La muerte y la brújula es un cuento policial del escritor y poeta argentino Jorge Luis Borges. Publicado por primera vez en la revista Sur en mayo de 1942, fue luego incluido en la colección Ficciones, en 1944.
La trama involucra a un detective que investiga una serie de crímenes que son en realidad parte de una trama compleja. El relato se sitúa en una ciudad que, pese a los nombres en otras lenguas, evoca las características topográficas y culturales de Buenos Aires. La obra fue llevada al cine en la película estadounidense, filmada en México, Death and the Compass (1996), dirigida por el británico Alex Cox.

## Antecedentes
La muerte y la brújula se inscribe en el género policial, cuya creación suele reconocerse en tres obras (Los crímenes de la calle Morgue, El misterio de Marie Rogêt y La carta robada) del escritor norteamericano Edgar Allan Poe, quien introdujo los temas, los recursos estilísticos y los personajes de este tipo de literatura. De hecho, Auguste Dupin, el detective aficionado de Poe, es mencionado en este cuento en un ejemplo claro de la intertextualidad borgeana.

## Argumento
La historia gira en torno a una serie de asesinatos cometidos en una ciudad que, pese a nombres alemanes o escandinavos, remite a Buenos Aires. El primero de ellos se relaciona con un erudito jasídico, Marcelo Yarmolinsky, quien ha concurrido a un congreso judío. Los detectives encargados del caso, Franz Treviranus y Erik Lönnrot, divergen en sus conclusiones. El primero, en efecto, piensa en un robo fallido (el asesino quiso robar a otro congresal judío, dueño de famosos zafiros), en tanto que Lönnrot prefiere pensar en una explicación vinculada con el misticismo judío; en especial por cierto texto incompleto encontrado en la habitación del occiso. Dicho texto hace referencia al Nombre Divino, lo que lleva al detective a especular acerca del Tetragrámaton; las cuatro letras hebreas que forman el nombre de Dios. "He aquí un rabino muerto", señala el detective, "yo preferiría una explicación puramente rabínica".
La hipótesis de Lönnrot llega a la prensa y se producen otros asesinatos, cada uno ocurrido el día tres de cada mes en un punto cardinal distinto. El asesino ha estado dejando inscripciones que relacionan cada asesinato con el texto del rabino. Después del tercer asesinato, un sobre anónimo llega a la policía sosteniendo la hipótesis de que no habría un cuarto asesinato, pues los tres anteriores formaban un triángulo equilátero perfecto. Lönnrot, suponiendo que las letras de las inscripciones se referían al tetragrámaton, sospecha que habrá un cuarto asesinato y que con este, en lugar de un triángulo, se formará un rombo. De este modo, se presenta el día indicado en el lugar donde debía ocurrir el último crimen. Ahí, descubre que todo ha sido una trampa que le ha tendido Red Scharlach, su mayor enemigo, para asesinarlo.

## Análisis
A lo largo de toda la obra, dos aspectos desempeñan un papel muy importante. El primero es el simbolismo de los números. El segundo aspecto relevante se refiere a la religión y el misticismo judío, el cual es el intertexto fundamental del cuento. Así, la primera persona asesinada es Marcelo Yarmolinsky, un judío ruso; sobre la carta anónima está escrito el nombre de Baruj Spinoza, un filósofo racionalista de origen judío; además, a lo largo de la obra se mencionan el Talmud y la Cábala, obras que pertenecen al mismo mundo religioso.
Sin embargo, la Grecia clásica también aporta algunos intertextos. En particular la consideración del laberinto como patrón para los crímenes. Además se menciona una de las paradojas de Zenón de Elea, un filósofo griego, cuando se habla del laberinto “de una línea única”. 
Así, con este cuento, Borges juega con un relato en el cual se entremezclan simbolismos de dos universos culturales; el hebreo y el griego, que son en su propia visión aquellos que dan origen a la cultura occidental. Al mismo tiempo, estos símbolos sirven para encubrir y anular una de las premisas del relato policial: el detective no atrapa al criminal y, por añadidura, equivoca la solución por exceso de sutileza. El delincuente, por su parte, toma ventaja de la capacidad de razonamiento del investigador (que en la tradición del género es su característica por excelencia) y la aprovecha para consumar su venganza. Este relato suele ser mencionado como el ejemplo más claro de la manera en que Borges modifica y hasta subvierte las tradiciones literarias.